# Frostia basicrassa
Frostia basicrassa es una especie de coleóptero de la familia Cantharidae.

## Distribución geográfica
Habita en Yunnan (China).